# Řeřichy

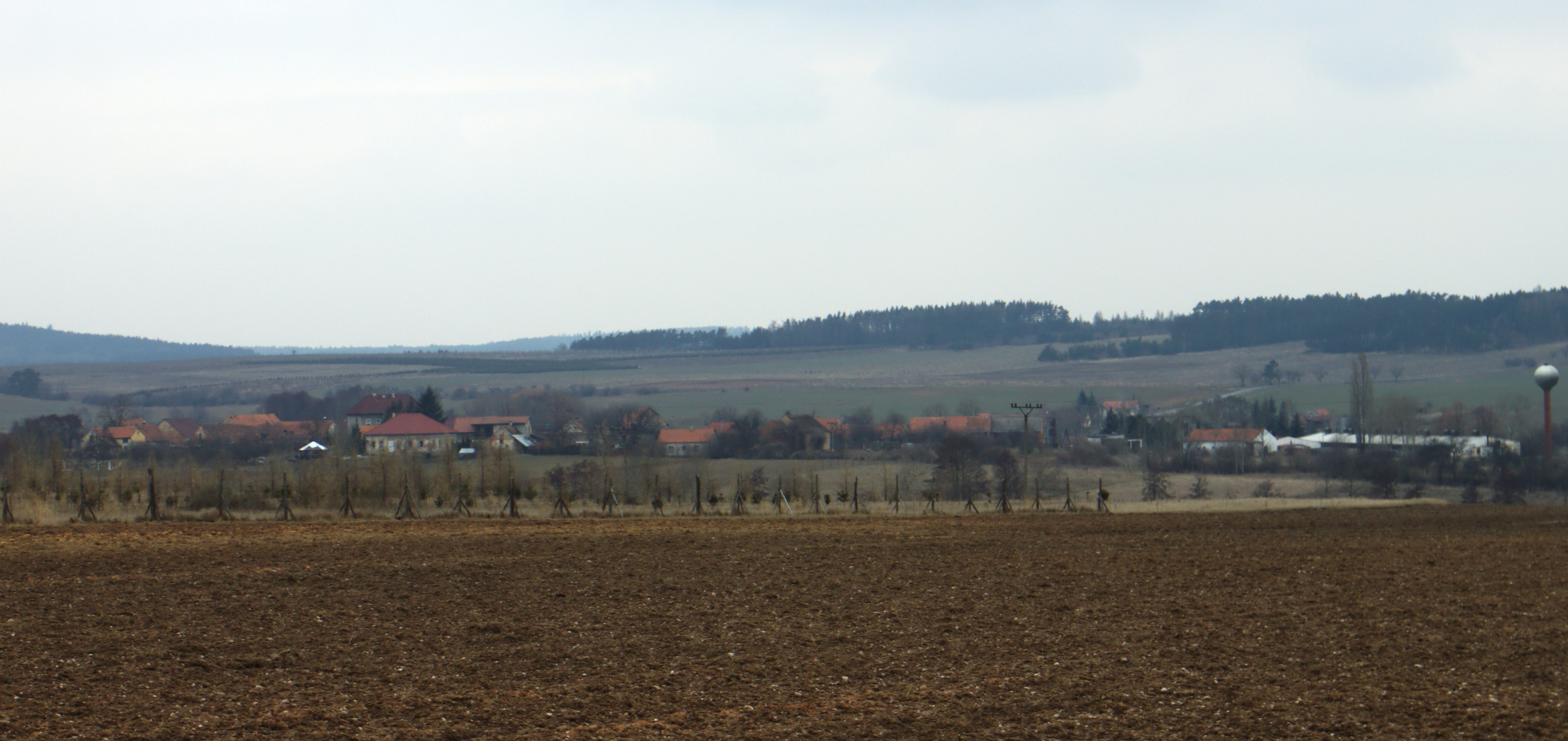
Ortsansicht

Řeřichy (deutsch Röscha) ist eine Gemeinde in Tschechien. Sie liegt elf Kilometer südwestlich von Rakovník und gehört zum Okres Rakovník.

## Geographie
Řeřichy befindet sich am Rande des Rakonitzer Kessels auf einer Anhöhe zwischen den beiden Quellbächen des Řeřišský potok. Gegen Westen erstreckt sich der Naturpark Jesenicko. Östlich erhebt sich die Kukle (403 m), im Süden der U Vrchu (522 m) und der V Jedlinách (544 m), südwestlich der Hokovský vrch (565 m) sowie im Westen die Báňská hora (576 m) und der Obecní vrch (589 m). Im nördlichen Teil des Dorfes liegt der Teich Řeřišský rybník.
Nachbarorte sind Švihov und Pšovlky im Norden, Vinice, Nouzov, Senomaty und Šanov im Nordosten, Hostokryje, Brant und Nový Dvůr im Osten, Petrovice, Obora und Zavidov im Südosten, Václavy, Křekovice und Zdeslav im Süden, Hokovské Domky und Velká Chmelištná im Südwesten, Hůrky, Svatý Hubert und Plaveč im Westen sowie Soseň, Klečetné und Oráčov im Nordwesten.

## Geschichte
Die erste schriftliche Erwähnung des Dorfes erfolgte im Jahre 1337.
Im Jahre 1512 gehörte es Peter von Václavy, der auch die Güter Václavy, Šanov, Pšovlky und Hostokryje besaß.
In der Mitte des 16. Jahrhunderts erwarb Václav Dlask von Vchynice Řeřichy zusammen mit Václavy und schlug beide Dörfer seinem Gut Petrovice zu. Zu den nachfolgenden Besitzern von Petrovice gehörten ab 1569 Radslaw Wchinsky von Wchinitz und zu Beginn des 17. Jahrhunderts Georg Hrobschitzky von Hrobschitz.
Wegen Georg Hrobschitzkys Beteiligung am Ständeaufstand wurde das Gut Petrowitz nach der Schlacht am Weißen Berg konfisziert und 1623 an Johann Zeller verkauft. Später wurde das Dorf der Herrschaft Křic zugeschlagen. Wenzel Lažanský von Buggau (Lažanský z Bukové) auf Manětín vererbte die Herrschaft Křic 1715 seiner Tochter Maria Gabriela. Diese starb 1758 als Oberin des Reichsstiftes adeliger Fräulein in der Neustadt Prag und hinterließ die Herrschaft dem Stift, das später den Namen k.k. freiweltadeliges Damenstift zu den heiligen Engeln in der Altstadt Prag erhielt.
Im Jahre 1843 bestand Röscha bzw. Resche / Reže aus 24 Häusern mit 207, größtenteils deutschsprachigen Einwohnern. Pfarrort war Petrowitz. Bis zur Mitte des 19. Jahrhunderts blieb Röscha der Herrschaft Křic untertänig.
Nach der Aufhebung der Patrimonialherrschaften bildete Röscha / Reže bzw. Režihy ab 1850 eine Gemeinde im Bezirk Saaz und Gerichtsbezirk Jechnitz. 1868 wurde Röscha dem Bezirk Podersam zugeordnet. Zum Ende des 19. Jahrhunderts wurden Reže bzw. Řeřihy und seit Beginn des 20. Jahrhunderts Reže als tschechischer Ortsname verwendet. 1921 wurde Řeřichy zur amtlichen tschechischen Namensform. 1930 lebten in Röscha 284 Personen. Im selben Jahre wurde Nový Dvůr / Neuhof von Šanov nach Röscha umgemeindet. Nach dem Münchner Abkommen wurde die Gemeinde 1938 dem Deutschen Reich zugeschlagen und gehörte bis 1945 zum Landkreis Podersam. 1939 hatte die Gemeinde 216 Einwohner. Nach dem Ende des Zweiten Weltkrieges kam Řeřichy zur Tschechoslowakei zurück, die deutschsprachigen Einwohner wurden vertrieben. Der Okres Podbořany wurde 1960 aufgehoben, seitdem gehört Řeřichy zum Okres Rakovník. Am 1. Jänner 1980 wurde Řeřichy nach Zavidov eingemeindet, am 24. November 1990 wurde das Dorf wieder eigenständig. Die Gemeinde gehört seit 1999 zur Mikroregion Čistá – Senomaty.

## Gemeindegliederung
Die Gemeinde Řeřichy besteht aus den Ortsteilen Nový Dvůr (Neuhof) und Řeřichy (Röscha). Die Grundsiedlungseinheiten tragen die Bezeichnungen Řeřichy und Řeřišský Nový Dvůr.

## Sehenswürdigkeiten
- Kapelle auf dem Dorfplatz